# 서경빈
서경빈(徐景霦, 1576년 ~ 1664년)은 조선의 문신이다. 본관은 대구, 자는 자온(子溫), 할아버지는 의정부영의정에 추증된 서해(徐嶰), 아버지는 약봉 서성(藥峰 徐渻)이고, 어머니는 송녕(宋寧)의 딸인 여산 송씨(礪山宋氏)이며, 형은 전첨공(典籤公) 서경수(徐景需)이다.

## 생애
서경빈은 1627년(인조 5년)에 생원에 합격하였고, 내시교관(內侍敎官 - 종9품), 장례원사평(掌隷院司評 - 정6품)과 과천현감(果川縣監) 관직을 역임하였다. 1645년(인조 23년)에는 첨지중추부사(僉知中樞府事 - 정3품)가 되었다.

## 가족 관계
- 할아버지: 서해(徐嶰)
  - 아버지 : 서성(徐渻)
  - 어머니 : 송녕의 딸
    - 형: 서경우(徐景雨)
    - 형: 서경수(徐景需)
    - 동생: 서경주(徐景霌)